# Лінійні кораблі класу «Саут Дакота» (1920)
«Саут Дакота» стала першим кораблем класу у серії з шести американських лінкорів, які було закладено в 1920, але не були закінчені. Вони були останніми дредноутами створені за Морським актом від 1916, але через Вашингтонську морську угоду будівництво було зупинено коли вони були готові на одну третину. Вони повинні були стати найдовшими, найбільше озброєними та броньованими лінкорами ВМС США і, розроблені для досягнення швидкості в 23 вузла, були розроблені для перевищення 21-вузлової стандартної швидкості, щоб наздогнати швидкі кораблі основних суперників, Королівських ВМС Великої Британії та Імперського флоту Японії. З такими параметрами і додатковою артилерією вони сильно відрізнялися від стандартних лінкорів ВМС США, які були в той час на озброєнні у п'яти різних класах. Хоча новий клас мав стандартні містки, решітчасті щогли та збільшену кількість гармат, що практикувалося у той час в ВМС США. Основним обмеженням було те, що кораблі повинні були проходити через Панамський канал.
Будівництво «Саут Дакота» було ухвалено 4 березня 1917, але роботи було призупинено, щоб ВМС США могли опрацювати і використати інформацію, яку отримали після Ютландської битви 1916 року. Потім роботи відклали через будівництво есмінців та інших малих суден, які  були потрібні для боротьби з німецькими субмаринами у Північній Атлантиці. Тому будівництво було розпочато у 1920. Після Вашингтонської морської угоди було накладено обмеження на тоннаж та розмір лінкорів ВМС США у 35,000 тонн, будівництво було зупинено 8 лютого 1922. Незавершені корпуси (готові на 30%) були списані у 1923, броньові плити, які вже були заготовлені, залишилися в резерві на верфі до Другої світової війни. Так, наприклад, 40- та 50-тонні бронеплити, які призначалися для Монтани у 1941 або 42 були направлені до Панамського каналу для посилення захисту. 16" гармати були передані армії США для використання у береговій артилерії.

## Проєкт
Проєктні характеристики класу «Саут Дакота» були схожі на лінкори класів «Теннессі» та «Колорадо». Збільшення кількості основних гармат було продовженням практики ВМС США починаючи з епохи дредноутів. Як Tennessee та Colorado, вони повинні були отримати стандартні ходові містки та решітчасті щогли. Хоча Норман Фрідман і описує Південні Дакоти як продовження серії лінкорів США, яку було розпочато класом Невада, вони мали більші розміри, швидкість та допоміжну артилерію ніж стандартні лінкори. Єдине, що залишилося спільним з іншими класами це можливість проходити Панамським каналом. Цієї політики притримувалися, щоб зберегти час який потрібен був великим бойовим кораблям щоб перейти з Тихого до Атлантичного океану або навпаки.

### Загальні розміри
Довжина Південної Дакоти становила 208 метрів, ширина 32 метри, а водотоннажність становила 43200 тонн.

### Силова установка
На цьому класі лінкорів було використано турбо-електричну силову установку, яку вперше ВМС США використало на лінкорах класу Нью-Мексико. Це дозволило вирішити одну проблему, оскільки американські компанії лише починали випуск дуже великих редукторів які були для таких великих кораблів. Зникла потреба у додатковій турбіні в кормі для включення заднього ходу, тепер було потрібно лише перемкнути електромотори на реверс. Це також дозволило використовувати для реверса повну потужність корабля, що було не можливо при використанні звичайних турбін (реверсна турбіна рідко була більшою за основні турбіни). Турбіни могли працювати на оптимальній швидкості, не залежно від швидкості гвинта, для економії палива. Крім того, можна було рознести механізми, щоб зменшити шкоду від торпедних атак. З іншого боку турбіни були важчими та більшими, ніж турбіни з редукторами, крім того існувала небезпека ураження екіпажу струмом високої напруги. Крім того, не зважаючи на спроби доброї ізоляції, захист від вологи або затоплення (в бою або з інших причин) був недостатнім.
На «Саут Дакота» два турбогенератори (General Electric для Індіани та Монтани, Westinghouse для інших) були з'єднані з двома генераторами змінного струму з напругою 28 000 кВА та 5000 вольт. Вони живили чотири електричних мотори, один на гвинтовий вал, кожний потужністю 15 00 к.с. постійного струму (DC). Шістнадцять водотрубних котлів, кожний в окремому відсіку, були поєднані з турбінними відсіками для подачі на генератори. З загальною потужністю 60000 кінських сил (EHP) максимальна швидкість повинна була складати 23 вузли (43 км/год).

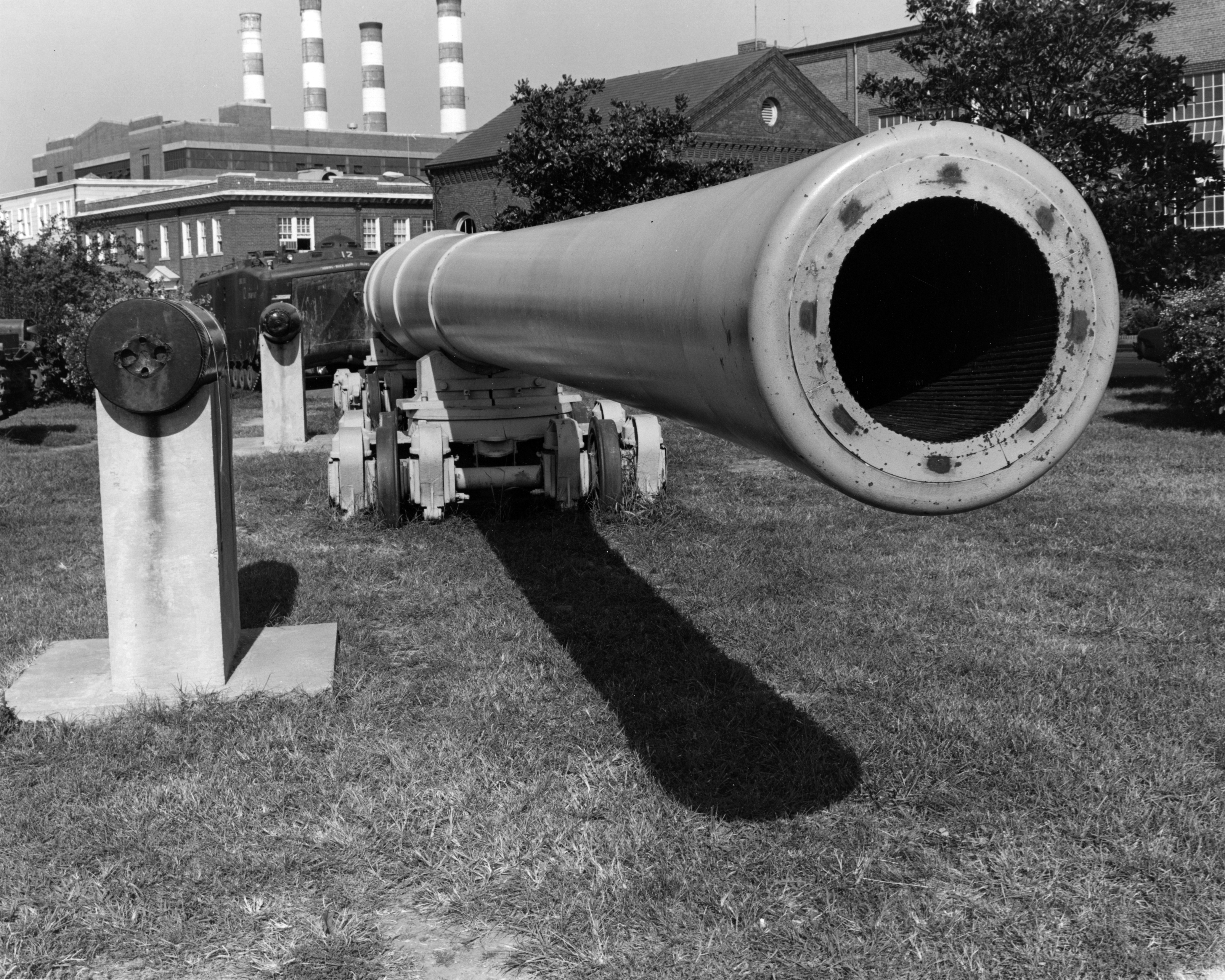
16-inch/50 гармати на експозиції на військово-морській верфі у Вашингтоні.

### Озброєння

#### Головні гармати
На «Саут Дакота» планувалося встановити дванадцять гармат 16"/50 Mark 2 у чотирьох тригарматних баштах. Вони стріляли снарядами вагою 950 кг, такими як і гармати Mark 1 лінкорів класу Colorado з дулової швидкістю у 810 м/с на ефективну відстань у 40 800 м при максимальному куті підвищення у 46 градусів. Гармати Mark 2 не було встановлено на жодний корабель; пізніше гармати калібру 16"/50 використали на лінкорах класу Айова, але це були легші гармати проєкту Mark 7. Зі скасуванням проєктів Південна Дакота та Лексінгтон, існуючи гармати було передано армії і використано у берегових батареях для заміни більш важких та більш дорогих гармат калібру 16"/50 M1919.

#### Додаткові гармати
Додаткове озброєння складалося з шістнадцяти гармат калібру 6"/53. Дванадцять з них було змонтовано на установках 13 в неброньованих казематах; інші були встановлені відкрито на палубі надбудови. Це був відхід від гармат калібру 5"/51 які використовували на лінкорах ВМС США класу Флорида з 1908. Гармати 6"/53 могли стріляти снарядами вагою 48 кг при швидкості 910 м/с на максимальну відстань 19000 метрів при максимальному куті підвищення у 20 градусів. Їх встановили на крейсери класу Омаха, після скасування проєкту за умовами Вашингтонського договору, а також на кількох великих субмаринах побудованих протягом 1920-х років. Пізніше легкі крейсери використовували схожі, але більш потужні гармати калібру 6"/47. 

### Броня
Згідно з Зігфрідом Брейєром, захисна система лінкорів класу Південна Дакота була розроблена на 50 відсотків міцнішою ніж у лінійного крейсера HMS Hood. Броньовий пояс був не суцільний і мав товщину у 340 мм. Верхня броньова палуба мала товщину 64-89 мм і спиралася на верхній край броньового поясу. Нижче на одну палубу знаходився другий броньовий пояс товщиною 38-64 мм. Носові та кормові поперечні перегородки товщиною 340 мм прикривали механізми та артилерійські погреби. За ними броньова палуба простягалася в ніс та корму і мали товщину 150 мм. В носі верхня броньова палуба мала товщину у 89 мм. Димарі бронювалися на висоту однієї палуби від верхньої броньової палуби і мали товщину 340 мм13,5 дюйма (340 мм)
Значним був і бронезахист головних гармат. Барбети мали броню в 340 мм над верхньою броньовою палубою та 140 мм звідти до нижньої броньової палуби. Баштові кільця були також броньовані і мали товщину в 340 мм. Фронтальна броня башти мала товщину 457 мм, борти 230-250 мм, дах 130 мм, а задня стінка 230 мм. Бойова рубка мала броню товщиною у 406 мм з переду та боків і 200 мм згори. Підводний захист був довший ніж у лінкорів класу Колорадо, але побудований був за тим же принципом, з трьома броньованими перегородками товщиною 19 мм від нижньої бронепалуби до дна і від носової до кормової поперечних бронеперегородок.

## Кораблі класу
| Назва            | No. корпусу | Верф | Закладено        | Призупинено   | Скасовано      | % завершено | Списано           |
| ---------------- | ----------- | --- | ---------------- | ------------- | -------------- | ----------- | ----------------- |
| «Саут Дакота»    | BB-49       | New York Naval Shipyard                                                                                               | 15 березня 1920  | 8 лютого 1922 | 17 серпня 1922 | 38.5%       | 10 листопада 1923 |
| «Саут Дакота»    | BB-49       | Продано на брухт 25 жовтня 1923 компанії Steel Scrap Co., Philadelphia, Penn. Утилізація завершена 15 листопада 1924. |                  |               |                |             |                   |
| «Індіана»        | BB-50       | New York Naval Shipyard                                                                                               | 1 листопада 1920 | 8 лютого 1922 | 17 серпня 1922 | 34.7%       | 25 жовтня 1923    |
| «Індіана»        | BB-50       | Утилізовано на стапелі.                                                                                               |                  |               |                |             |                   |
| «Монтана»        | BB-51       | Mare Island Naval Shipyard                                                                                            | 1 вересня 1920   | 8 лютого 1922 | 17 серпня 1922 | 27.6%       | 24 серпня 1923    |
| «Монтана»        | BB-51       | Продано на брухт 25 жовтня 1923 компанії Learner and Rosenthal, Oakland, Cali.                                        |                  |               |                |             |                   |
| «Норт Керолайна» | BB-52       | Norfolk Naval Shipyard                                                                                                | 12 січня 1920    | 8 лютого 1922 | 17 серпня 1922 | 36.7%       | 10 листопада 1923 |
| «Норт Керолайна» | BB-52       | Продано на брухт 25 жовтня 1923.                                                                                      |                  |               |                |             |                   |
| «Айова»          | BB-53       | Newport News Shipbuilding                                                                                             | 17 травня 1920   | 8 лютого 1922 | 17 серпня 1923 | 31.8%       |                   |
| «Айова»          | BB-53       | Продано на брухт 8 листопада 1923.                                                                                    |                  |               |                |             |                   |
| «Массачусетс»    | BB-54       | Fore River Shipyard                                                                                                   | 4 квітня 1921    | 8 лютого 1922 | 17 серпня 1923 | 11.0%       | 10 листопада 1923 |
| «Массачусетс»    | BB-54       | Продано на брухт 8 листопада 1923 компанії Steel Scrap Co., Philadelphia, Penn.                                       |                  |               |                |             |                   |

Назви п'яти запланованих кораблів класу Південна Дакота було використано для швидких лінкорів ВМС США які були побудовані наприкінці 1930-х та вступили в стрій після вступу США у Другу світову війну:
- Південна Дакота — клас Південна Дакота (1939)
- Індіана — клас Південна Дакота (1939)
- Північна Кароліна — клас «Норт Керолайна»
- Айова — клас Айова
- Массачусетс — клас '«Саут Дакота» (1939)

Шостий, Montana, повинен був стати головним судном класу. Але роботи над кораблями було скасовано.